# Leucophenga quinquemaculipennis
Leucophenga quinquemaculipennis är en tvåvingeart som beskrevs av Toyohi Okada 1956. Leucophenga quinquemaculipennis ingår i släktet Leucophenga och familjen daggflugor. Inga underarter finns listade i Catalogue of Life.